# Nmap
Nmap (Мрежни Маппер) је безбедносни скенер који је првобитно написао Гордон Лиону (такође познат по псеудонимом Фјодор Васкович). Он се користи за откривање хостова и сервиса на рачунарским мрежама, чиме се ствара „мапа“ мреже. Да би постигао свој циљ, Nmap шаље специјално креиране пакете на хост жртве, а затим анализира одговоре.
Софтвер омогућава велики број функција за пробинг рачунарских мрежа, укључујући и откривање хоста и сервиса и откривање оперативног система. Ове особине су прошириве са скриптама које пружају више напредних система за откривање сервиса, детекцију рањивости, и друге карактеристике. Nmap је такође у стању да се прилагоди условима мреже, укључујући и кашњења, загушења током скенирања. Nmap развијају корисничке заједнице.
Nmap је првобитно био само Линукс алатка, али је преведен на Microsoft Windows, Соларис, ХП-УКС, BSD варијанте (укључујући и [OS X|Мак OS X]])]], Амига оперативни систем и СГИ ИРИКС. Линук је најпопуларнија платформа , затим следи Windows.

## Карактеристике
Nmap карактеристике укључују:
- Хост откривање - Идентификација хоста на мрежи. На пример, листанје хостова који реагују на ТЦП и / или ИЦМП захтеве или имају посебан порт отворен.
- Порт скенирање - набрајање отворених портова на циљним хостовима.
- Откривање верзија - испитивањем мрежне услуге на удаљеним уређајима одредити назив апликације и број верзије.[4]
- ОС детекција - Одређивање оперативног система и хардверских карактеристика мрежних уређаја.
- Скриптна интеракција са метом - користећи Nmap Скриптинг Енгине (НСЕ) и Lua програмски језик.

Nmap може да пружи додатне информације о циљевима, укључујући реверс DNS имена, врсте уређаја и Мак адресе.
Типичне употребе Nmap:
- Ревизије безбедности уређаја или фајервол идентификујући мрежне конекције које могу бити направљене на или кроз њих.[6]
- Идентификовање отворених портова на хосту жртве у припреми за ревизију.[7]
- Мрежни инвентори, мапирање мреже, одржавање и управљање средствима.
- Ревизије безбедности мреже идентификујући нове сервере.[8]
- Генерисање саобраћаја на хостовима на мрежи.[9]

## Основне команде у Nmap
- За спецификације жртве:

```
nmap <targets' URL's or IP's with spaces between them (can also use CIDR notation)>
e.g. : scanme.nmap.org, gnu.org/24, 192.168.0.1; 10.0.0-255.1-254 (The command is nmap scanme.nmap.org
and similar)
```

- За детекцију оперативног система:

```
nmap -O <target domain or IP address>
```

- За детекцију верзије:

```
nmap -sV <target domain or IP address>
```

- За конфигурисање одговора латенције (-Т0 на -Т5: раст у агресивности)::

```
nmap -T0 -sV -O <target domain or IP address>
```

- За СИН-Стеалт скенирање слањем ТЦП пакета са СИН флаг сет:

```
nmap -sS -p <port of target> <IP address of target>
```

## Графички интерфејси
NmapФЕ, првобитно је написао Зак Смит, био је званични ГУИ Nmap за верзије 2,2 до 4.22. За Nmap 4.50 (првобитно у развоју серије 4.22СОЦ) NmapФЕ је замењен са ЗеNmap, новим званичним графичким корисничким интерфејсом базираним на Умит,. развијен од стране Адриано Монтеиро Маркуес.
Разни интерфејси веб оријентисани омогућавају контролу Nmap-а из веб претраживача. Ово укључује локалскан ,. , Nmap-Веб, и Nmap-ЦГИ
Microsoft Windows специфичан ГУИ постоји, укључујући NmapВин, која није ажуриран од јуна 2003 (в1.4.0), и NmapВ од Сихунта.
- Zenmap, приказ резултата са скенирања порта Википедије
- NmapFE, приказ резултата са скенирања порта Википедије
- XNmap, Mac OS X ГУИ

## Извештавање о резултатима
Nmap обезбеђује четири могућа излазна формата. Све осим интерактивног излаза се чува у датотеци. Nmap излаз се може манипулисати за софтвера за обраду текста, тако да омогућава кориснику да направите прилагођене извештаје.
ИнтерактивнаОтварање и ажурирање у реалном времену, када корисник покрене Nmap из командне линије. Различите опције могу се унети током скенирања да се олакша праћење.
XML
формат који се може даље обрађивати XML алатима. Он се може конвертовати у HTML извештај користећи XSLT.
Грепаблеизлаз који је прилагођен да се врши линиско-оријентисана обрада алатима, као што су греп, сед или авк.
Нормалноизлаз као што се види док ради Nmap из командне линије, али је сачуван у фајлу.
Сцрипт киддиетребало би да буде забаван начин да се форматира интерактивни излази тако што се замене слова са својим визуелно сличном бројчаном репрезентацијом. На пример, Занимљиви порт постаје 3ан1мљ1в1 п0рт.

## Историја
Nmap је први пут објављен у септембру 1997, као један чланак у магазину Пхрацк са изворним кодом. Уз помоћ и допринос рачунарске безбедносне заједнице, развој се наставио. Додата побољшања су одређивање оперативног система, сервиса, код преписан (C на C++), додати типови скенирања, подршка протокола (нпр ИПв6, СЦТП) и нових програма који допуњују Nmap кор функције. Промене укључују:
- 12. децембар 1998-Nmap 2.00 је пуштен, укључујући и одређивање оперативног система[19]
- 11. април 1999-NmapФЕ, ГТК + предњи део, долази у пакету са Nmap[19]
- 7. децембар 2000-Windows порт[10]
- 28. август 2002-Преписан са C на C++[10]
- 16. септембар 2003-прво јавно издање које је укључило откривање верзије сервиса[10]
- 31. август 2004-Кор Енгине скенирање преписано за верзију 3.70. Нови енгин се зове ултра_скан[20]

Лето 2005-Nmap одабране за учешће у Гоогле Суммер оф Код. је додао карактеристике које укључују ЗеNmap, НСЕ, Нцат и 2. генерацију детекције ОС.
- 13. децембар 2007-Nmap 4.50, 10-то годисњица издање, пуштен. Садржи ЗеNmap, 2. генерацију детекције ОС и Nmap скриптинг Енгин[22]
- 30. март 2009-Хитно ослобађање Nmap 4.85БЕТА5, усклађивање НСЕ да открије Конфикер инфекцију[23]
- 16. јул 2009-5.00 укључен Нетцат-замена Нцат и Ндифф скенирање Алат за поређење[24]
- 28. јануар 2011-5.50 укључени Нпинг пакет генерације[25]
- 21. мај 2012-6.00 пуштен уз пуну подршку ИПв6.[тражи се извор]

Nmap детектор промена бележи све промене

## Етичка питања и законитост
Nmap је алат који се може користити за откривање сервиса покренутих на интернет повезаним системима. Као и сваки алат он се потенцијално може користити за Кракер хаковања, као претходница покушајима неовлашћеног приступа рачунарским системима. Nmap се чешће користи за безбедностну и системску администрацију, процену мреже на рањивост.
Администратори система могу користити Nmap за тражење неовлашћених сервера, или за рачунаре који нису у складу са безбедносним стандардима.
Nmap се односи на средства за процену угрожености, као што су Нессус, који је тест за заједничке рањивости отворених портова. Укључене НСЕ скрипте које су у пакету са модерним верзијама Nmap у стању су да обављају провере угрожености од откривених сервиса.
У неким правним системима, неовлашћено скенирање портова је противзаконито.

## У популарној култури
У Матрикс Релоадед, Тринити се види како користи Nmap приступ рачунарском систему електране омогућавајући Неу да „физички“ провали у зграду. Појави Nmap у филму се нашироко расправљало на интернет форумима као необично реалистичан пример хаковања.
Nmap и NmapФЕ су коришћени у The Listening, филм о бившем официру НСА који прислушкује станицу високо у италијанским Алпима.
Nmap изворни код се може видети у филму Баттле Роиале, као и кратак поглед на извршавање из командне линије у Умри мушки и Борнов ултиматум. У 2013 Nmap је наставио да наступа у филмовима, укључујући и Елизијум.
Филм Дред, филмска адаптација познатих Јуд Дред стрип је објављен у 2012 и садржи више Nmap сцена. Nmap се користи за мрежна извиђања и експлоатацију старе градске мреже. То се чак и кратко види у трилеру филма.

## У академским круговима
Nmap је саставни део академских активности. Он је коришћен за истраживање укључује ТЦП / ИП протокол Суите и умрежавање у целини. Као и истраживачки алат, Nmap је постао добра истраживачка тема. 